# 龍編橋
龍編橋（越南语：／）是位於越南首都河內市市區的一座橫跨紅河的懸臂橋，它是河內第一座鋼鐵橋。龍編橋建設於法屬時期（1899年-1902年），時任總督為保羅·杜美（Paul Doumer），因此此橋被命名為「保羅·杜美橋」。民間亦稱「母親河橋」（越南语：／?）以及「菩提橋」（越南语：／?）。現在在於橋頭還有金屬片刻著「1899 -1902 - Daydé & Pillé - Paris」的字樣。

## 歷史
1897年，法國殖民當局發起一個橋樑設計的比賽，亞歷山大·居斯塔夫·艾菲爾的作品被選為這座橋的設計（他就是有名的埃菲爾鐵塔設計者）。這座橋是追隨巴黎市13區連接巴黎及奧爾良的托勒別克鐵路橋（Pont de Tolbiac）的樣本設計的。之後開始公開投標，由DAYDE & PILLE公司中標并興建主要結構的橋身，引橋的部份則由東洋工程衙門興建。
越南战争中，是美机空袭重点目标。为此，在正桥下游6km处建有高、中、低水位简易铁路轮渡码头。1967年8月11日下午4时，美机出动了45架轰炸机炸毁大桥。9月7日30日经18昼夜抢修通车。其中越方抢修第8－13孔，援越抗美的中国工程部队一支队第10团第1营抢修破坏最严重的第14、15孔。

## 簡介
位于河友铁路正线km3+037处.
橋長1862米，两座桥台，18座桥墩，石砌墩台，19段钢桁粱，其中9孔为130米跨径悬臂桁梁，8孔为跨径51.2米简支桁梁、两孔为跨径50.2米简支桁梁交错排列组成。引道是用石塊築成的。中間部份只給火車行駛。兩旁是給機動車及行人走的。車走的寬度是2.6米，人行步道寬0.4 米。走行的方向是靠左而不是像平常的靠右走行。1至10孔桥下平时无水；11至17孔为主河道水深流急，枯水水深5-8米，洪期水深达18米，最大流速2.5米。
建橋的成本一開始是六百二十萬法郎。設計的初期只是像章陽橋一樣，只是給火車及汽車共行橋面。直到19年之後才在兩邊增建給汽車行走的橋面。2002年，越南交通運輸部批決通過第二階段加固修理龍編橋計劃案，經費是946億6千萬越南盾，以確保到2010年的行路安全。

## 民間詩句
| 國語字                                      | 喃字 | 現代漢語翻譯             |
| Hà Nội có cầu Long Biên                     |      | 河內有龍編橋             |
| Vừa dài vừa rộng bắc trên sông Hồng         |      | 架在紅河上又長又寬       |
| Tàu xe đi lại thong dong                    |      | 火車悠閒往來             |
| Người người tấp nập gánh gồng ngược xuôi... |      | 人們挑擔來來去去好不熱鬧 |

## 景觀

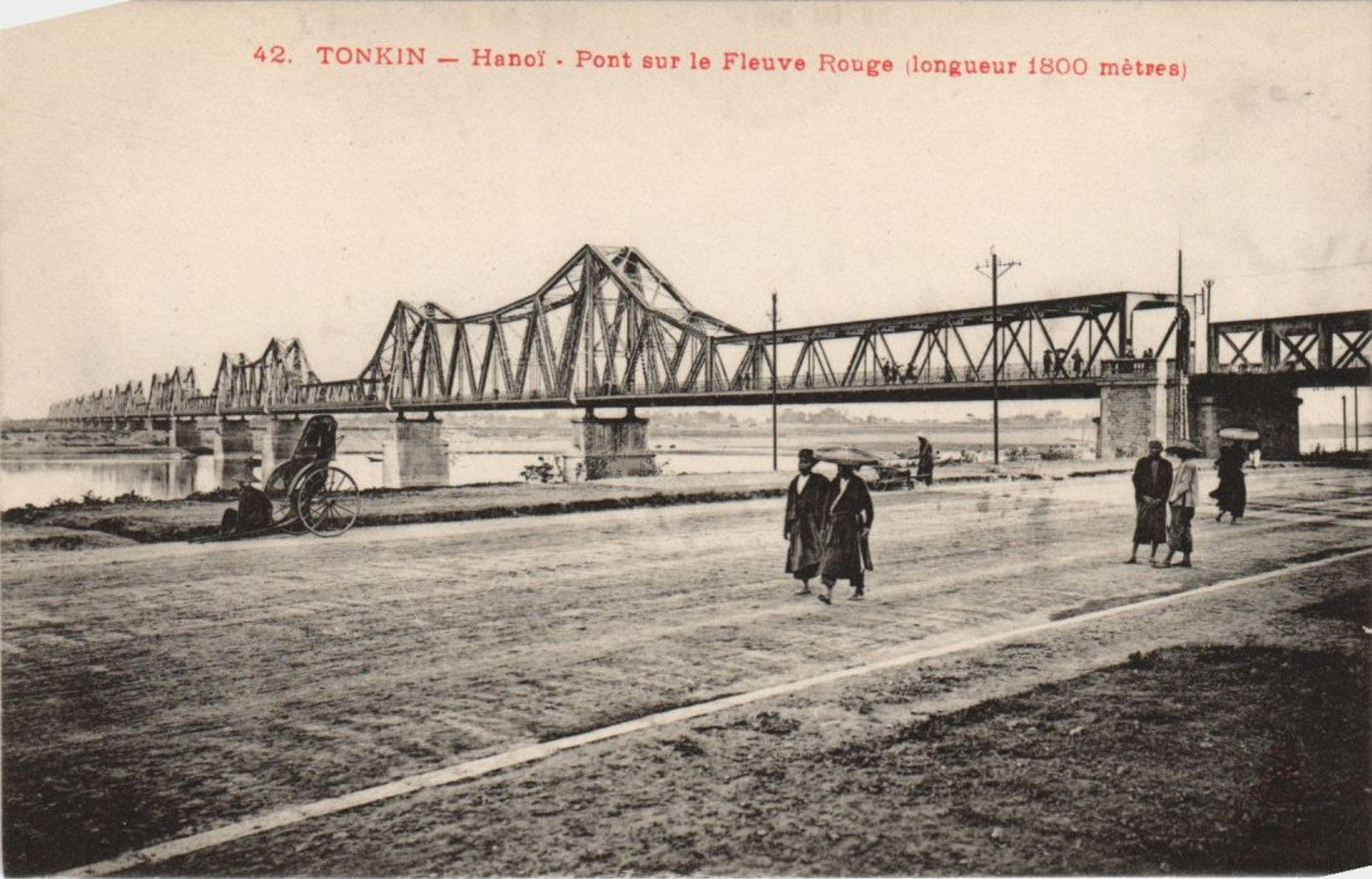
20世紀初的杜梅橋
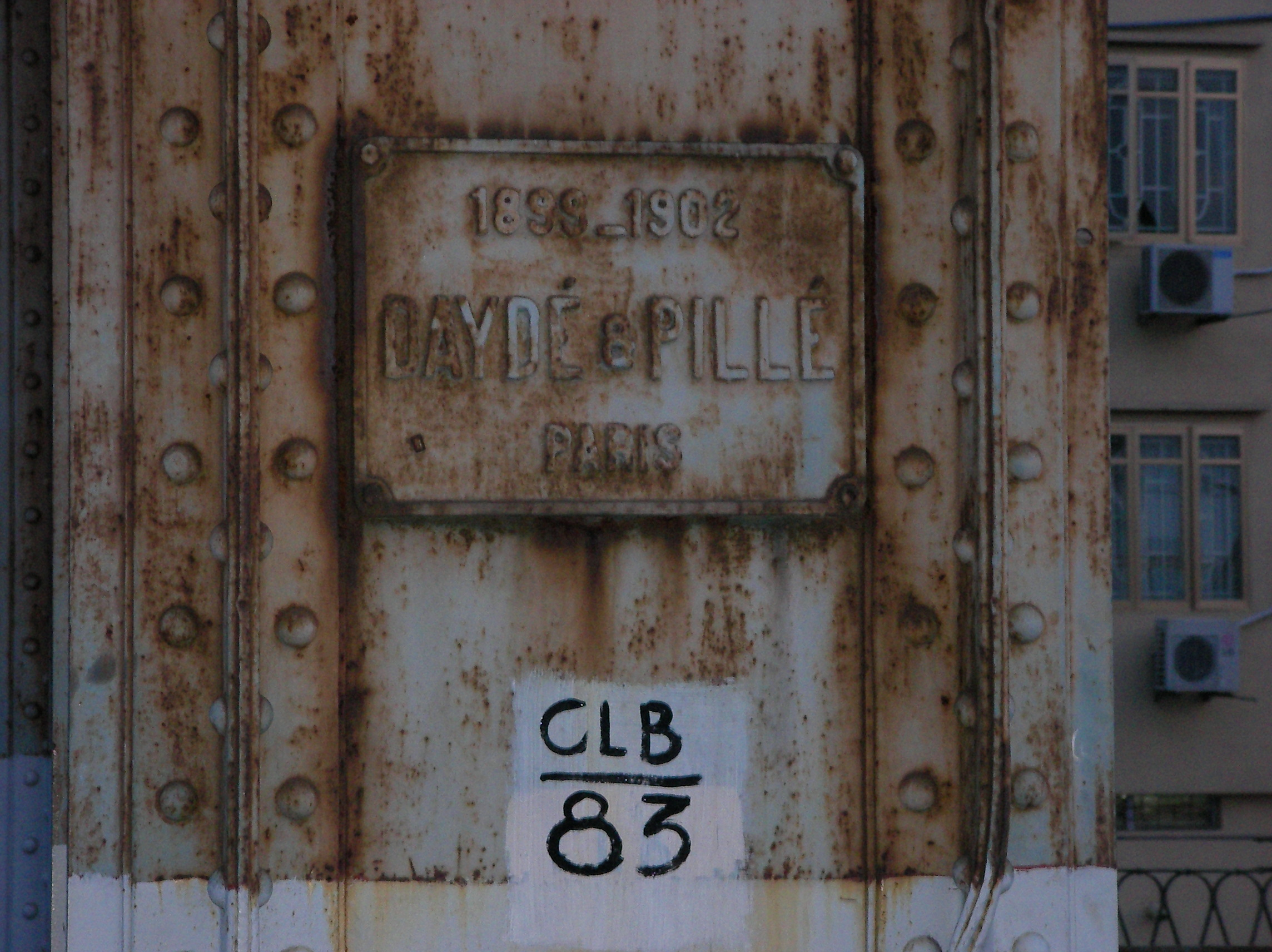
橋頭金屬銘板
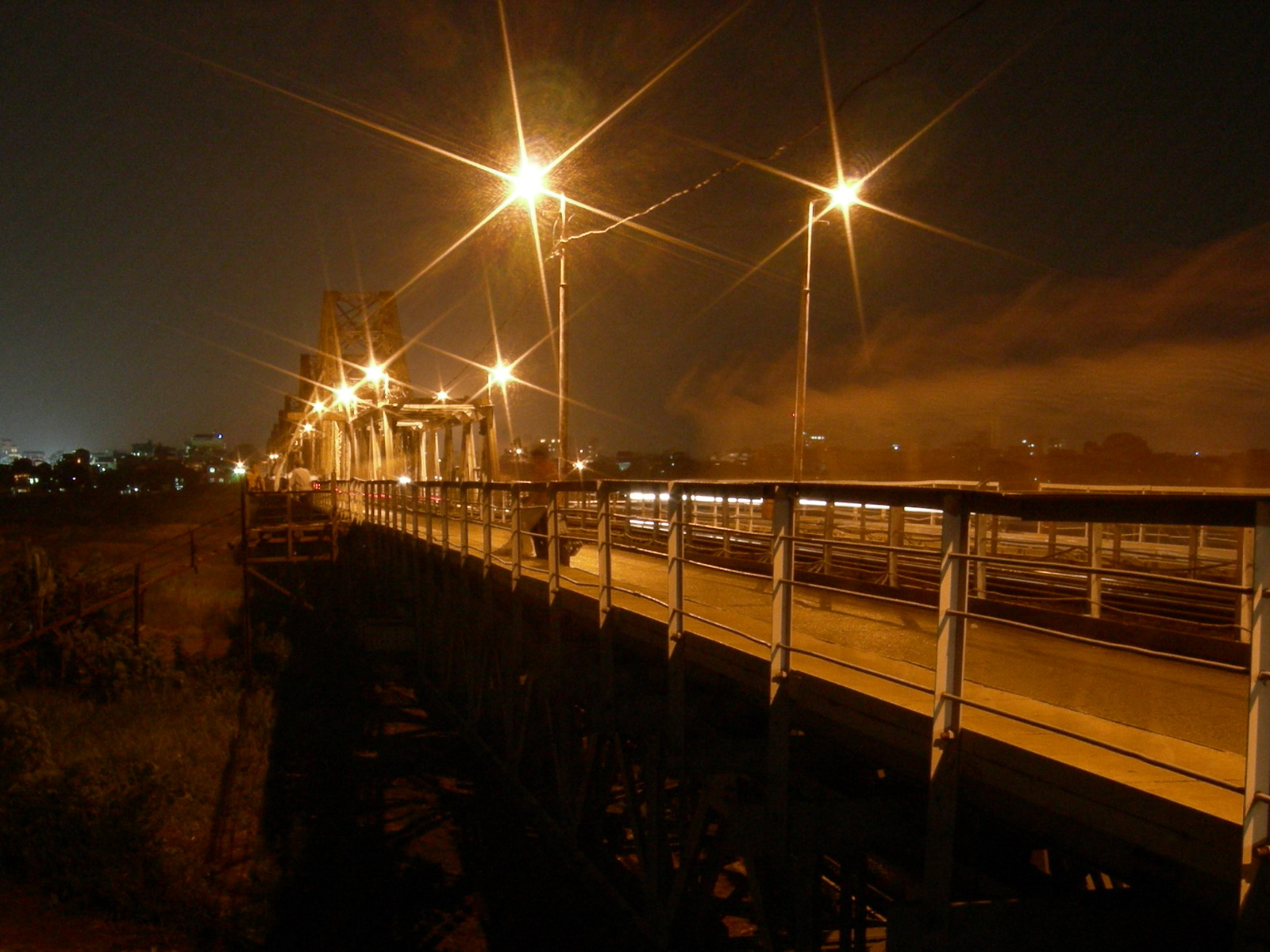
龍編橋夜景
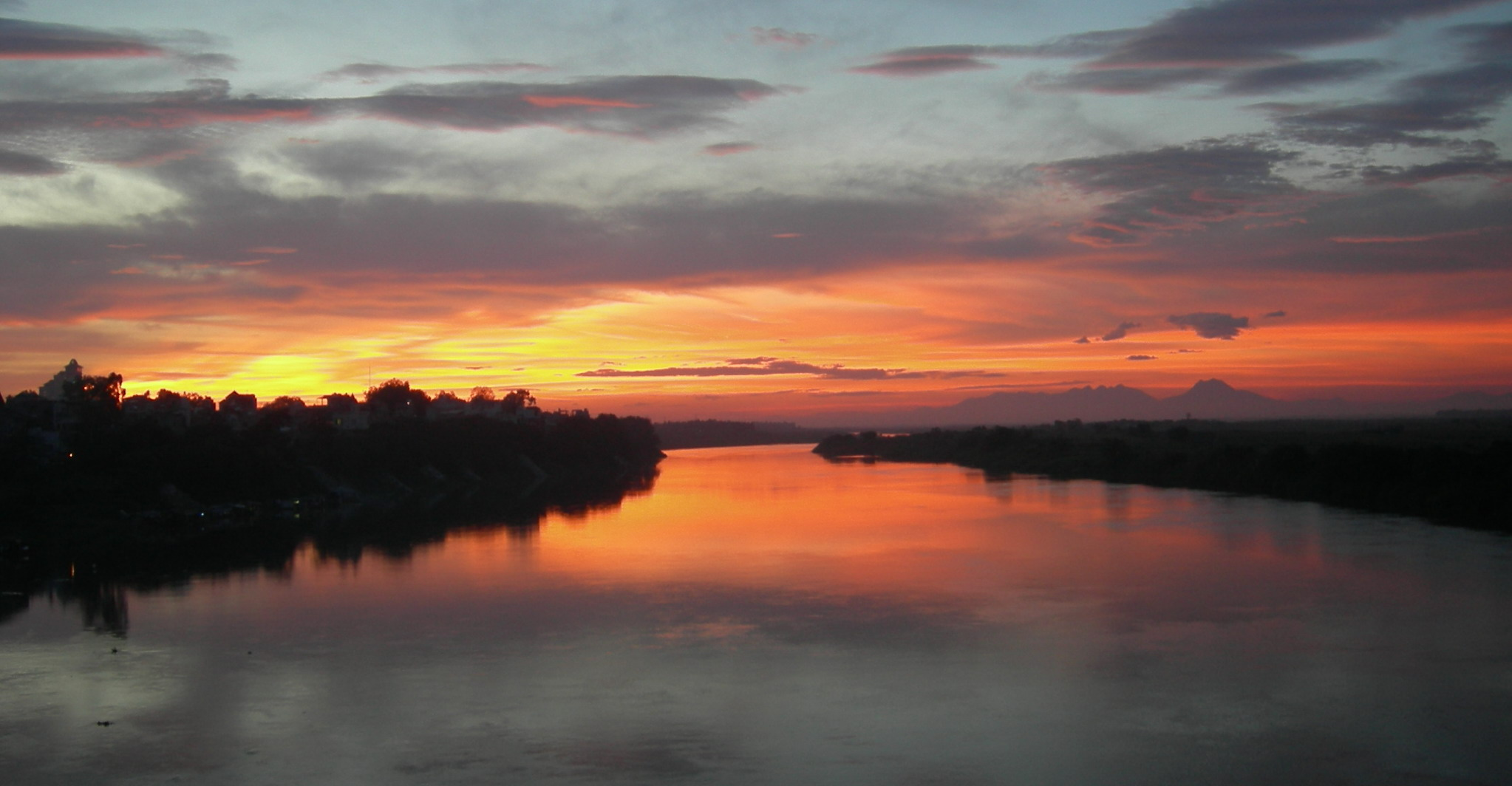
龍編橋上觀賞到的黃昏日落之景
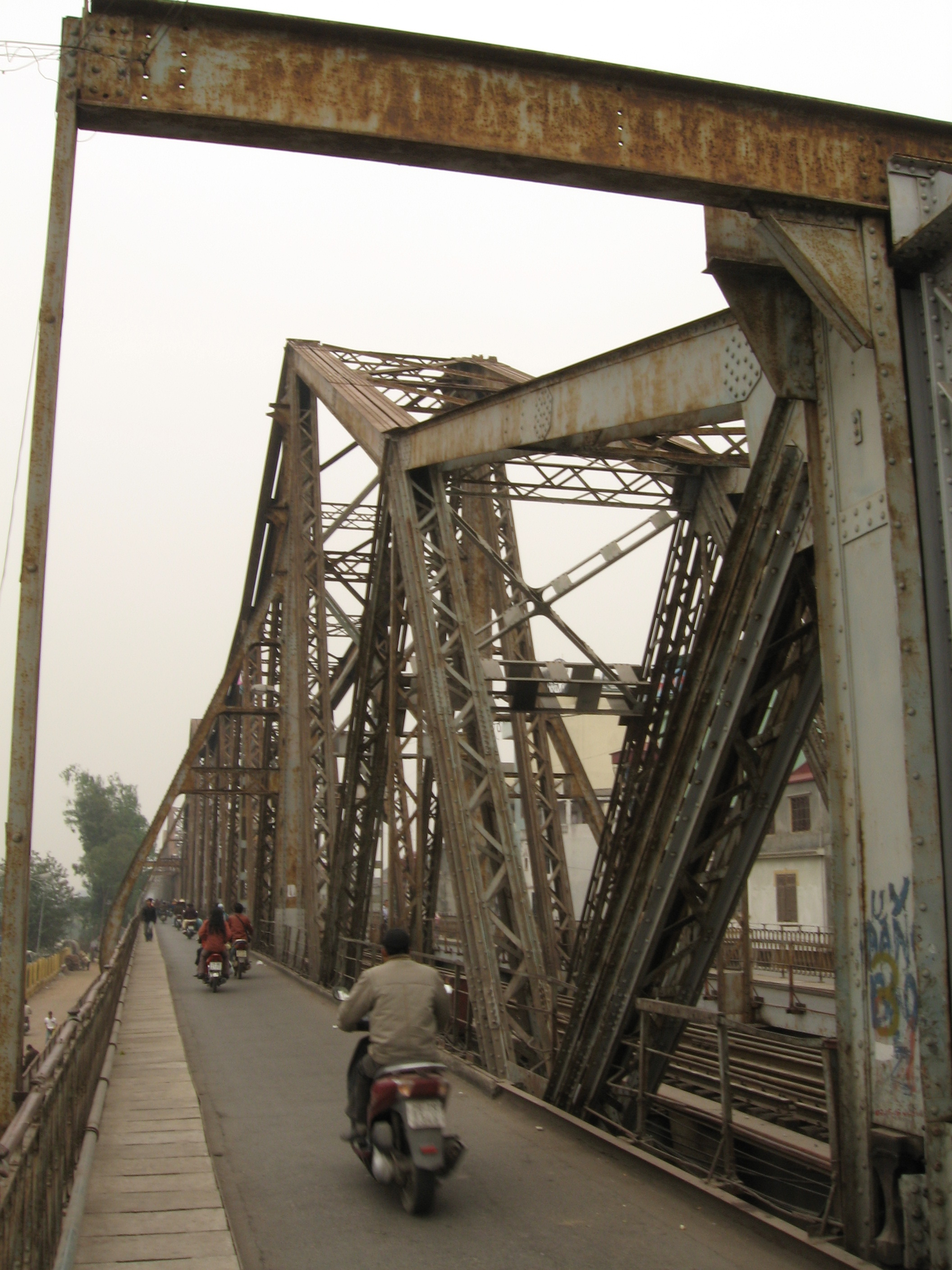
鐵梁特寫1
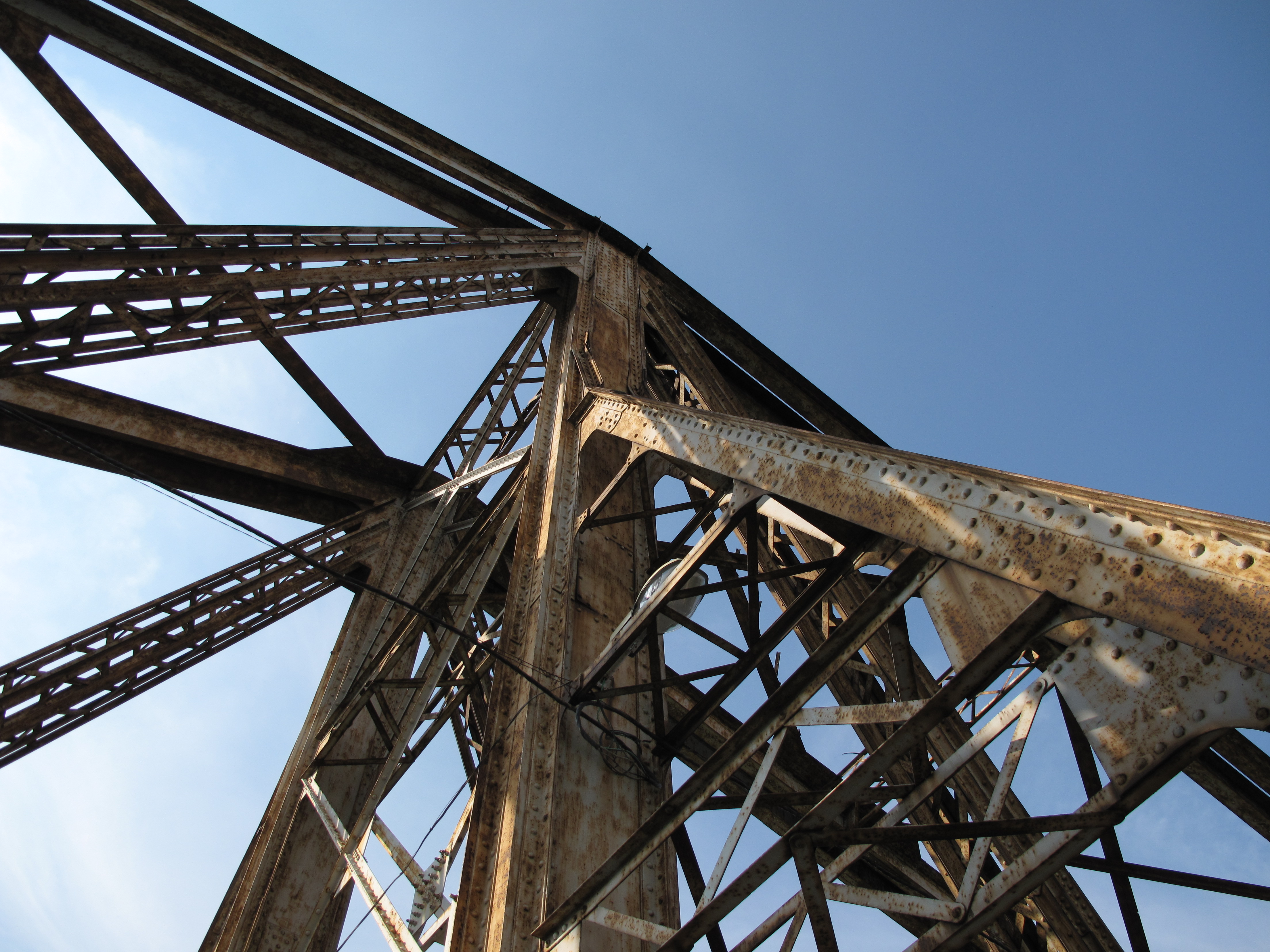
鐵梁特寫2

21°2′36″N 105°51′32″E / 21.04333°N 105.85889°E